# Vüqar Rəhimov
Vüqar Həmidulla oğlu Rəhimov (ukr. Вюгар Гамидулла огли Рагимов, Wiugar Hamydułła ohły Rahymow; ur. 5 lutego 1986) – ukraiński zapaśnik walczący w stylu klasycznym. Olimpijczyk z Londynu 2012, gdzie zajął trzynaste miejsce w kategorii 55 kg.
Siódmy na mistrzostwach świata w 2006. Zdobył trzy medale na mistrzostwach Europy w latach 2007 - 2011. Drugi w Pucharze świata w 2007. Wicemistrz igrzysk wojskowych w 2007 i brązowy medalista wojskowych MŚ w 2008. Wicemistrz Europy juniorów w 2006, a trzeci w 2004 i 2005 roku.
Pochodzi z Azerbejdżanu, gdzie w 2002 roku był mistrzem kadetów, a od 2003 roku występuje dla Ukrainy.